# 인도상공회의소

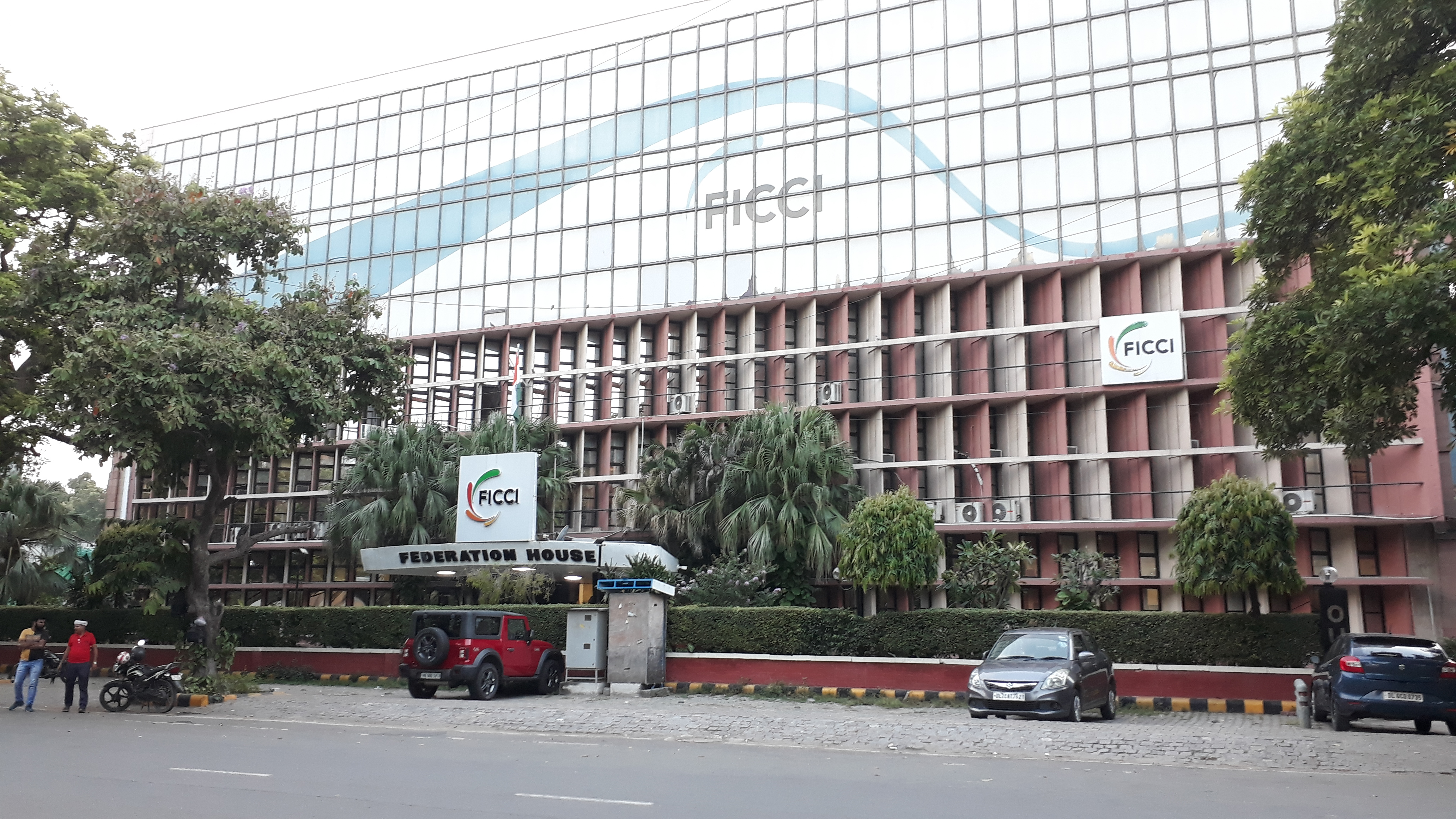

인도상공회의소(Federation of Indian Chambers of Commerce and Industry;FICCI)는 인도에 소재한 경제단체이다. 인도 기업의 발전에 기여하는 것이 인도상공회의소의 주요 목적 중 하나이다.
1500여 개 이상의 기업들과 500여 개 이상의 상의들이 가입해 있다. 본사는 뉴델리에 있다.

## 설립
1927년 마하트마 간디의 조언에 의해 설립되었다.

## 같이 보기
- 인도산업연합
- 인도상의